# Richard Sahla (Reiter)
Richard Sahla (* 8. April 1900 in Bückeburg; † 6. April 1942 in Tschudowo, Russland) war ein deutscher Springreiter und Offizier der Wehrmacht.

## Leben
Richard Sahla nahm bei den Olympischen Sommerspielen 1928 in Amsterdam im Springreiten teil. Im Einzel wurde er mit seinem Pferd Correggio Vierzehnter und im Mannschaftswettbewerb belegte er zusammen mit Eduard Krüger und Carl-Friedrich von Langen den siebten Rang.
Sahla war als Oberleutnant an der Kavallerieschule in Hannover stationiert. Während des Zweiten Weltkriegs kämpfte er an der Ostfront, wo er im russischen Tschudowo fiel.